# Zvezdeț, Burgas
Zvezdeț (în bulgară Звездец) este un sat în comuna Malko Tărnovo, regiunea Burgas,  Bulgaria. 

## Demografie
Componența etnică a satului Zvezdeț
     Bulgari (58,84%)
     Romi (40,12%)
     Nicio identificare (0,2%)
     Altele (0,82%)
La recensământul din 2011, populația satului Zvezdeț era de 486 locuitori. Din punct de vedere etnic, majoritatea locuitorilor (58,84%) erau bulgari, cu o minoritate de romi (40,12%). Pentru 0,2% din locuitori nu este cunoscută apartenența etnică.